# Bacini di carenaggio a Genova
Bacini di carenaggio a Genova è un documentario del 1933, diretto da Stefano Bricarelli.

## Produzione
Il cortometraggio diretto dal fotografo Stefano Bricarelli fa parte di una serie di 17 documentari prodotti dalla Cines tra il 1932 e il 1933.

## Trama
Testimonianza filmata nel bacino di carenaggio a Genova. Composto da tre vasche ospita le navi nella fase di riparazione, riverniciatura o pulitura: «sono per le navi qualche cosa di mezzo tra la clinica e l'istituto di bellezza». La macchina da presa ci mostra le varie fasi su un transatlantico: dal suo ingresso guidato dai rimorchiatori, l'ormeggio, la ricognizione dei palombari, la ripulitura, la verniciatura.

## Critica
« Tra i film che invece cantano la nuova civiltà delle macchine si possono ascrivere Bacini di Carenaggio a Genova [...] e Aeroporto del Littorio [...]. Il primo [...] risente di un brutto commento verbale, più adatto ad un testo scritto che non ad accompagnare delle immagini (sono lunghi metri 61, del peso di circa 200 tonnellate). Solo nel finale, complici le suggestive immagini di operai impegnati in attività di saldatura, si scorge il tentativo di recuperare una qualche dimensione poetica: Cala la sera. Quando le altre officine tacciono, nelle parti più segrete sfavillano i bengala delle ossidriche.»